# Paul McStay
Paul Michael Lyons McStay (Hamilton, Escocia, 22 de octubre de 1964) es un exfutbolista escocés que jugaba como centrocampista. Apodado El Maestro, es también miembro de la Orden del Imperio Británico.

## Clubes
| Club      | País    | Año         | Partidos | Goles |
| Celtic FC | Escocia | 1981 - 1997 | 514      | 57    |

## Selección nacional
| Mundial                        | Sede   | Resultado    | Partidos | Goles |
| ------------------------------ | ------ | ------------ | -------- | ----- |
| Copa Mundial de fútbol de 1986 | México | Primera fase | 1        | 0     |
| Copa Mundial de fútbol de 1990 | Italia | Primera fase | 3        | 0     |

Participaciones Selección Sub-20
| Mundial                                | Sede   | Resultado    | Partidos | Goles |
| -------------------------------------- | ------ | ------------ | -------- | ----- |
| Copa Mundial de Fútbol Juvenil de 1983 | México | Primera fase | 4        | 1     |

- Datos: Q461541